# Flatön

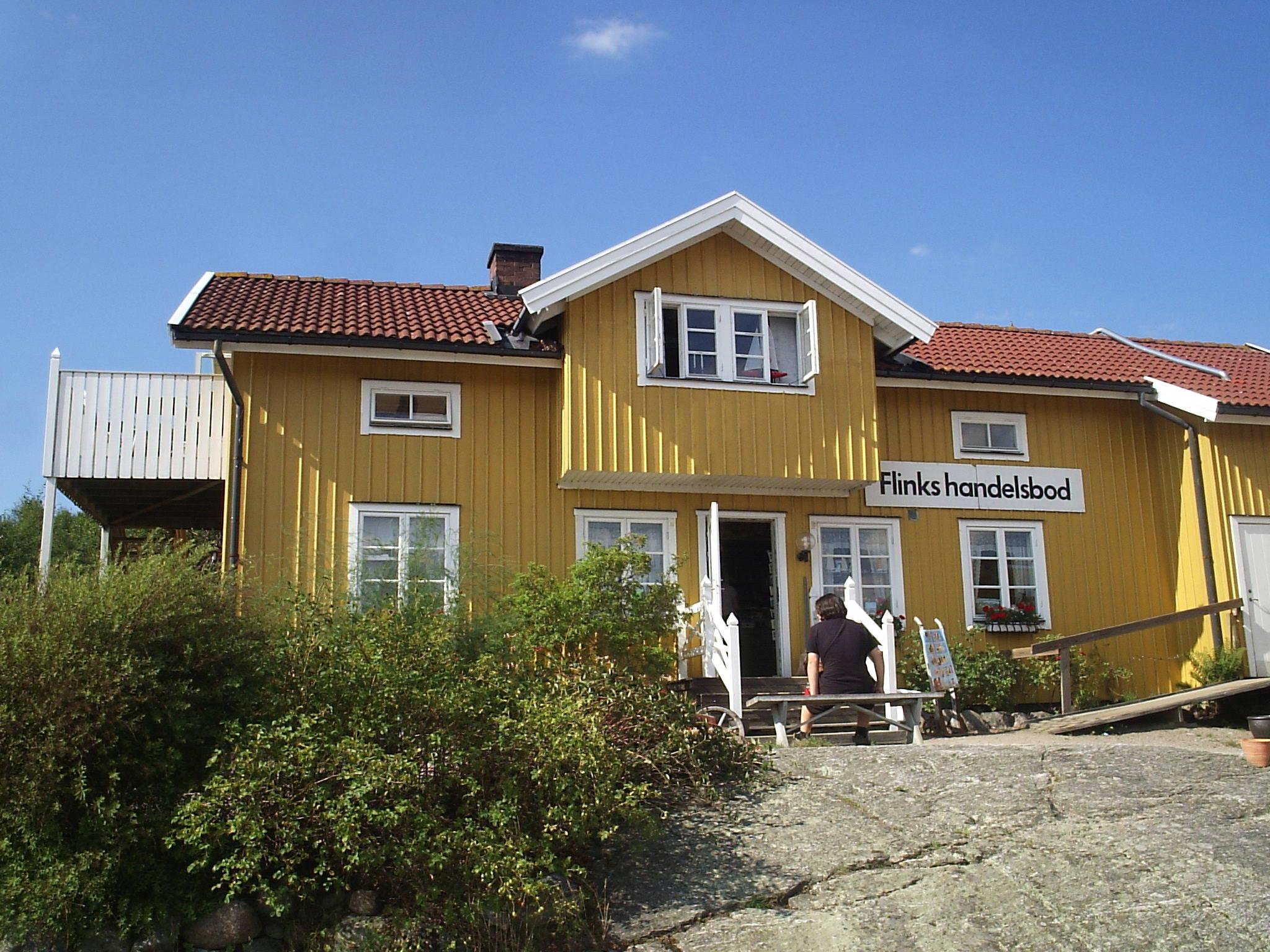
Flinks handelsbod på Flatön.

Flatön är en ö som tillhör Morlanda socken och Orusts kommun. Landarealen är 830 hektar, och invånarantalet 204 (2012). Färjeförbindelse (Ängöleden) finns med Dragsmark i norr sedan 1940-talet, och med Orust i söder (via Malö) sedan 1957.

## Historik
Ursprungligen fanns det tre öar. Dessa var Flatön, Ängön och Rapön. Landhöjningen har medfört att de tre öarna har vuxit samman. Namnet Ängön används dock än idag som geografisk beteckning och finns även skyltad som på ön, dels vid färjeläget Ängön-Fruvik och dels mitt på ön där Ängön skilde sig från Flatön förr i tiden. Rapön har dock fallit ur bruk.
1871 invigdes Flatöns skola. 1924 byggdes en ny skola bredvid den gamla. I den nya skolan fanns det en gymnastiksal och en träslöjdsal för pojkarna. I den gamla skolan hade flickorna textilslöjd. Skolundervisningen upphörde på 1960-talet eftersom de sista eleverna som fick börja i skolan var 1960. 1985 blev den gamla skolan skolmuseum och ägs idag av Malö-Flatö Hembygdsförening.
1928 invigdes Flatö kyrka (även kallad Flatöns kapell), som tillhör Morlanda församling. Kyrkan, ritad av arkitekten Sigfrid Ericson, är i en tidstypisk 1920-talsklassicistisk stil där  funktionalismen fått inflytande över utseendet.
Trubaduren och diktaren Evert Taube bodde under 1940-talet på Ängön, där han skrev många av sina mest kända visor under denna period, och på så vis gjorde trakten berömd. Bland andra förekommer "Handelsman Flink" i hans visor. Detta eufemistiska smeknamn gav Taube åt lanthandlaren Gustav Johansson, som var känd för att inte göra sig någon brådska. 
Flatöns Ängöområde har till och med år 2012 huserat evenemanget Taubespelen. En av anledningarna till att Taubespelen hölls där var Everts Taubes anknytning till platsen genom hans visa Vals på Ängön. 2013 flyttade evenemanget till Tanumstrand i Grebbestad. Turismen är betydande på hela Flatön och befolkningen flerdubblas om somrarna.